# Heredabilidad

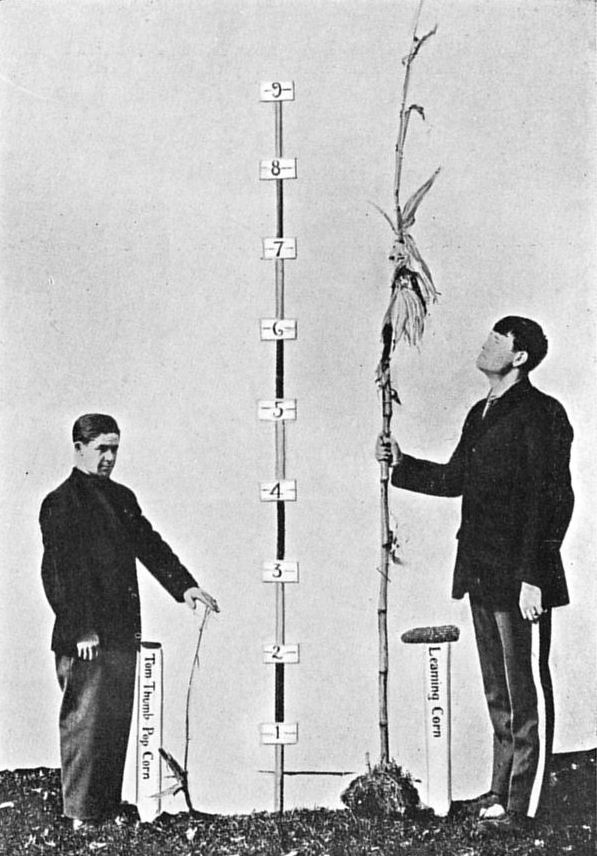
Heredabilidad se hace preguntas como, por ejemplo, qué papel le toca a la genética en las diferencias en altura entre personas. Esto no es lo mismo que preguntar cómo la genética afecta la altura de un individuo.

Heredabilidad es la proporción de la variación de caracteres biológicos en una población atribuible a la variación genotípica entre individuos. La variación entre individuos se puede deber a factores genéticos y ambientales (epigenéticos). Los análisis de heredabilidad estiman las contribuciones relativas de las diferencias en factores genéticos y no-genéticos (epigenéticos) a la varianza fenotípica total en una población. El valor de la heredabilidad indica en qué grado un rasgo o enfermedad se debe a causas genéticas o ambientales.
Estos términos adicionales se pueden incluir en los modelos genéticos. Por ejemplo, el modelo genético más simple involucra un locus sencillo con dos alelos que afectan algún fenotipo cuantitativo, como lo muestra el ‘’+’’ de la Figura 1. Podemos calcular la regresión lineal del fenotipo sobre el número de alelos ‘’B’’ (0, 1, o 2), lo cual se muestra en la línea “Efecto Lineal”. Para cualquier genotipo, BiBj, el fenotipo esperado se puede escribir como la suma de la media total, el efecto lineal, y una desviación dominante
Y cuantifica solo la porción de la variación fenotípica que es ‘’aditiva’’ (alélica) por naturaleza (nótese que para el sentido amplio se usa mayúscula H2, y para el sentido estricto, minúscula h2). Cuando el interés es mejorar ganado vía selección artificial, por ejemplo, conocer la heredabilidad en sentido estricto del rasgo de interés, permite predecir qué tanto incrementará la media de la población en la próxima generación en función de qué tanto la media de los parentales seleccionados difiere de la media de la población de la cual fueron escogidos los parentales seleccionados. La ‘’respuesta a selección’’ observada conduce a una estimación de la heredabilidad en sentido estricto (llamada ‘’heredabilidad realizada’’).
Geoffrey Miller, ha escrito sobre el tema de la selección sexual, «El concepto de la heredabilidad se aplica solo a esto caracteres que difieren entre individuos. Si un rasgo existiera en la misma forma entre toda una población, se puede llamar herencia pero no heredabilidad.»

## Heredabilidad en enfermedades complejas
Uno de los mayores problemas de este tipo de enfermedades es cómo explicar su heredabilidad, ya que no es posible hacerlo por herencia mendeliana simple.
Según el número de genes implicados, las enfermedades pueden clasificarse como monogénicas, oligogénicas y poligénicas, siendo el orden creciente.
Es importante mencionar esto para poder entender el concepto de heredabilidad desaparecida. Algunos estudios recientes proponen que esta heredabilidad perdida puede ser menor a la que se creía en un principio, al producirse una interacción genética (epistasia) en los genes implicados
Para las enfermedades provocadas por varios genes, una mutación en uno de ellos incrementará la probabilidad de desarrollarla, una mutación en otro gen volverá a incrementarla de manera aditiva y así sucesivamente hasta alcanzar un umbral (threshold en inglés) a partir del cual se considera que un individuo está afectado por la enfermedad. En este valor límite se deben tener en cuenta no sólo los factores genéticos, sino también los ambientales, de manera que cuando se supera un determinado número de factores acumulados, siempre se tendrá la enfermedad.
Así, se tiene que las enfermedades con un importante componente genético, aparte de poder estar influenciadas por factores externos, pueden estar relacionadas con mutaciones en otros loci no identificados que son, a su vez, los causantes de aquellas mutaciones responsables en sí mismas del fenotipo alterado. Es aquí donde entra en juego el concepto de la heredabilidad desaparecida: la heredabilidad de algunos fenotipos sólo se explica genéticamente en un pequeño porcentaje.
Pero no sólo se puede hablar de heredabilidad desaparecida en cuanto a enfermedades, sino que hay otros ejemplos más comunes como puede ser la altura. Se sabe que la altura está determinada genéticamente, pero los estudios realizados sólo han conseguido explicarla en un 5% y relacionarla con 54 variantes diferentes. ¿Dónde está el resto del porcentaje de heredabilidad? Es posible que existan condicionantes que hagan que se herede de forma no genética, como la dieta, el deporte, el nivel socioeconómico, etc. y que, además, haya más variantes implicadas aparte de las 54 que ya se conocen. Se puede decir que es más fácil predecir la altura que tendrá un bebé midiendo a los padres que teniendo en cuenta estudios genéticos.